# Port Vieux
Le port Vieux (en espagnol puerto Viejo de Bielsa) est un col de montagne pédestre frontalier des Pyrénées à 2 382 ou 2 384 mètres d'altitude entre le département français des Hautes-Pyrénées, en Occitanie, et la province de Huesca, en Aragon.
Il est situé sur la frontière franco-espagnole.
Il fait communiquer la vallée d'Aure côté français, via la vallée de la Géla, avec la vallée de Bielsa côté espagnol.

## Toponymie
Le mot port signifie en gascon « porte » ou « col », c'est le pendant de puerto en espagnol.

## Géographie
Le port Vieux est encadré par le pic de Port-Vieux (2 723 m) au sud-ouest et le pic de l'Aiguillette (2 517 m) au nord-est.

## Protection environnementale
Le col est situé dans le parc national des Pyrénées et fait partie d'une zone naturelle protégée, classée ZNIEFF de type 1 : haute vallée d'Aure en rive droite, de Barroude au col d'Azet.

## Voies d'accès
On y accède côté français depuis le premier virage en épingle à cheveux de la route (D 173) qui monte au tunnel Aragnouet-Bielsa, après le carrefour D 173-D 118, se détache, à 1 390 m d'altitude, une piste qui remonte la vallée sur son flanc droit en direction du refuge de Barroude, puis à la cabane de la Géla prendre le sentier de gauche en direction de l’Aiguillette.
Côté espagnol, il est accessible depuis la vallée de Bielsa par un sentier au pied du tunnel Aragnouet-Bielsa.